# Aire urbaine de Capbreton
L'aire urbaine de Capbreton est une aire urbaine française centrée sur la ville de Capbreton dans le département des Landes.

## Données globales
En 2010, selon l'INSEE, l'aire urbaine de Capbreton est composée de deux communes
L'Aire urbaine de Capbreton représente le même périmètre que son unité urbaine.

### Communes
Liste des communes appartenant à l'unité urbaine de Capbreton selon la nouvelle délimitation de 2010 et sa population municipale en 2010 (liste établie par ordre alphabétique) :
| Nom             | Code Insee | Statut | Superficie (km2) | Population (dernière pop. légale) | Densité (hab./km2) |
| --------------- | ---------- | ------ | ---------------- | --------------------------------- | ------------------ |
| Capbreton       | 40065      |        | 21,75            | 9 218 (2022)                      | 424                |
| Soorts-Hossegor | 40304      |        | 14,51            | 3 669 (2022)                      | 253                |

## Évolution démographique
L'évolution démographique ci-dessous concerne l'Aire urbaine selon le périmètre défini en 2010.
| 1968  | 1975  | 1982  | 1990  | 1999  | 2009   | 2014   | 2015   | - | - |
| ----- | ----- | ----- | ----- | ----- | ------ | ------ | ------ | - | - |
| 6 008 | 6 511 | 7 000 | 7 918 | 9 951 | 11 532 | 12 405 | 12 599 | - | - |

### Articles externes
- L'unité urbaine de Dax sur le splaf Landes